# Energiecentrale Turów
De Energiecentrale Turów (Pools: PGE Górnictwo i Energetyka Konwencjonalna S.A. Oddzial Elektrownia Turów) is een grote elektriciteitscentrale in de Oberlausitz bruinkoolmijnstreek in de uiterste zuidwestpunt van Polen, dicht bij het drielandenpunt van Duitsland, Polen en Tsjechië.
De energiecentrale ligt in de gemeente Bogatynia met vlak erbij de grote open bruinkoolmijn Turów van dezelfde eigenaar. In 1958-1962 werd de dam bij de Witka opgericht als waterreservoir (Niedów-Stausee) voor de elektriciteitscentrale Turów. Op 7 augustus 2010 vond er vanwege hevige neerslag een dambreuk plaats. De energiecentrale Turów bevindt zich in het gebied dat bekendstaat als de "Zwarte Driehoek" vanwege zijn verleden zware industriële vervuiling.